# 인포월드

인포월드(InfoWorld, IW)는 정보기술 미디어 사업체이다. 1978년 설립되었으며 월간 잡지로 시작하였다. 2007년, 웹 전용 출판으로 전환하였다. 1986년, Robert X. Cringely 컬럼이 시작되었다. 현 모회사는 인터내셔널 데이터 그룹이며 자매 출판지로 맥월드와 PC 월드가 있다. 인포월드의 본사는 샌프란시스코에 있으며 미국 내 여러 기여자들과 직원들이 있다.
설립 이후로 인포울드의 독자는 크게 정보기술 및 사업 전문가들로 구성되었다. 인포월드는 숙련된 기술 기자들과 기술 실천자들을 위한 내용을 주로 싣고 있다.
사이트 월간 페이지 뷰는 4,600,000명이며 월간 순수 방문자 수는 1,100,000명이다.

## 역사
이 잡지는 1978년 The Intelligent Machines Journal(IMJ)라는 이름으로 짐 워런에 의해 설립되었다. 1979년 말 IDG에 인수되었다. 1980년 2월 18일 사명은 인포월드(InfoWorld)로 변경되었다. 1986년, Robert X. Cringely 컬럼이 시작되었다.